# ČKD-Praga LT-H
Der ČKD-Praga LT-H war ein leichter Panzer tschechoslowakischer Produktion aus den 1930er-Jahren.

## Geschichte
Dieser leichte Panzer war von der tschechoslowakischen Firma ČKD 1937 entwickelt worden und ausschließlich für den Weltmarkt vorgesehen. Er war schnell, technisch zuverlässig und besaß eine Panzerung, welche den meisten damals üblichen Munitionsarten widerstand. Allein seine Bewaffnung als konventioneller Vorkriegspanzer mit einem 24-mm-Geschütz entsprach nicht den gewachsenen Anforderungen der Wehrmacht. Er verfügte über einen Vierzylinder-Dieselmotor im Heck und eine genietete Panzerung.

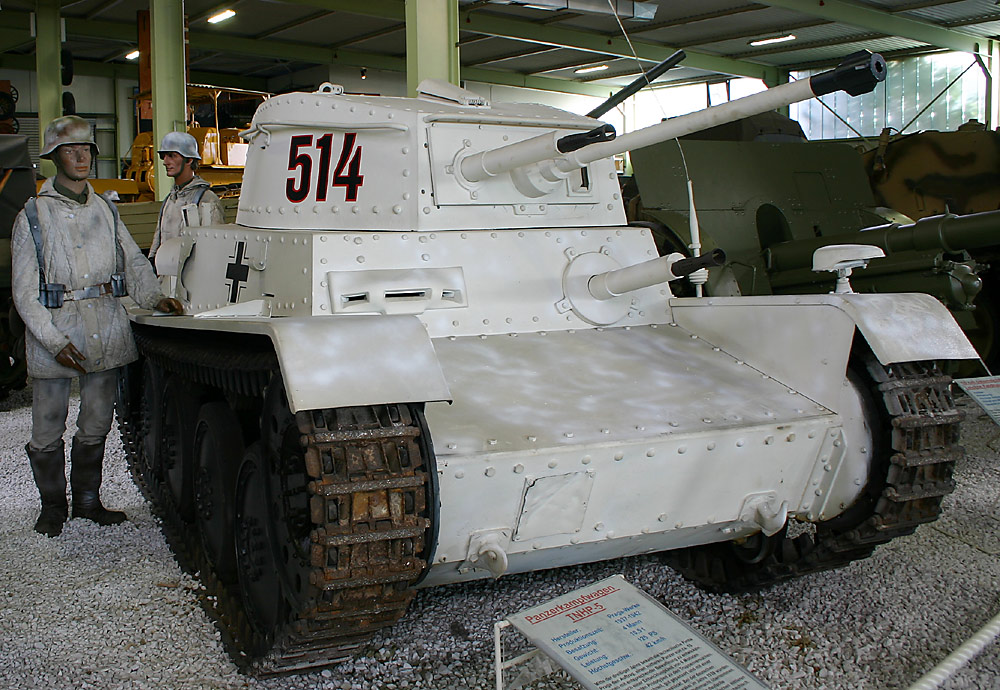
Panzerwagen 39 als „deutscher“ Panzer

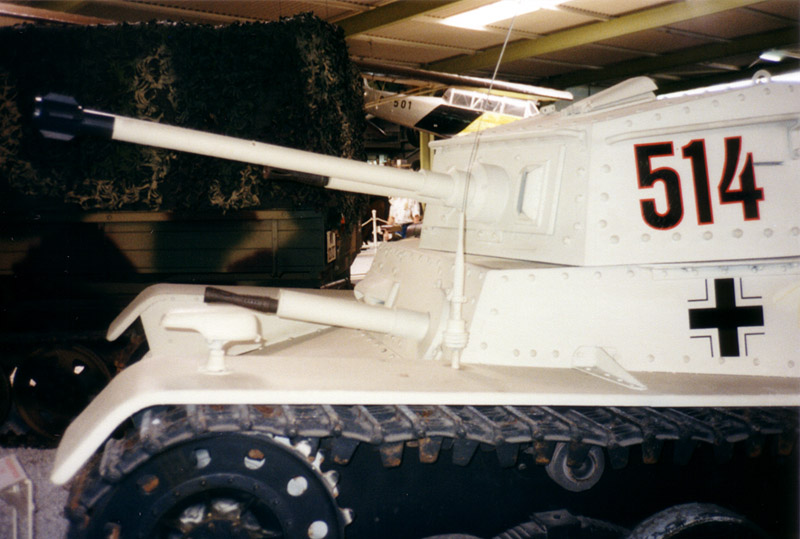
Weitere Ansicht

## Verwendung in anderen Staaten
Die Schweiz hatte noch vor der deutschen Besetzung der Tschechoslowakei im Jahre 1938 ein Exemplar, dann 1939 elf Exemplare erworben. 1941 wurden weitere zwölf zerlegte Panzer ohne Waffen und Motor gekauft und in der Schweiz endmontiert. Die 1939 beschafften Panzer waren mit einem 120 PS leistenden Sechszylinder-Benzinmotor ausgerüstet, die 1941 beschafften Panzer mit einem Vierzylinder-125-PS-Dieselmotor der Schweizer Firma Saurer. Alle waren mit der 24-mm-Pzw-Kan-38 bestückt, einem Vorgänger der 24 mm Tankbüchse 41 und wurden als Panzerwagen 39 (Praga) bezeichnet.
Der Panzer wurde auch nach Peru (als LT-P) in 24 Exemplaren exportiert und viele andere Länder zeigten großes Interesse. Lettland (als LT-L) hatte das Modell bereits mit einer stärkeren Kanone bestellt. Diese auch schon anproduzierten Panzer wurden nach der deutschen Annexion als LT vz.40 fertiggestellt und an die verbündete Slowakei übergeben. Diese 21 Fahrzeuge wurden beim Krieg gegen die Sowjetunion eingesetzt.